# Улица Ерузалемес
Улица Е́рузалемес (латыш. Jeruzalemes iela — Иерусалимская) — улица в исторической части города Риги, в так называемом «тихом центре». Административно относится к Видземскому предместью. Пролегает в северо-восточном направлении, параллельно улице Кришьяня Валдемара, от улицы Элизабетес до улицы Дзирнаву. С другими улицами не пересекается.
Общая длина улицы Ерузалемес составляет 131 метр. На всём протяжении замощена тротуарной плиткой, ширина проезжей части — около 5 м. Разрешено движение в обоих направлениях. Общественный транспорт по улице не курсирует.

## История
Современная улица Ерузалемес возникла предположительно в XVIII веке как Малая Лазаретная улица (нем. Kleine Lazarethstrasse, латыш. Mazā Lazaretes iela). На карте 1797 года показана Большая Лазаретная улица (нынешняя улица Кришьяня Валдемара), это даёт основание полагать, что уже тогда существовала и Малая Лазаретная. Под названием Малой Лазаретной улица Ерузалемес известна вплоть до 1885 года, когда её название было сокращено до просто Лазаретной (нем. Lazarethstrasse, латыш. Lazaretes iela). В свою очередь, Большая Лазаретная ещё в 1859 году была переименована в Николаевскую улицу.
К началу Второй мировой войны на улице Лазаретес имелось 5 домовладений, действовало несколько мастерских, 6 торговых заведений, 2 салона дамской моды. Во время немецкой оккупации улица недолгое время носила имя Буркарда Валдиса (в честь монаха-францисканца XVI века, литератора и драматурга, часть жизни которого прошла в Риге), но уже в 1942 году было восстановлено название Lazarettstrasse.
Современное наименование — в честь города Иерусалима — было присвоено улице только в 1998 году, в связи с 50-летием государства Израиль.

## Застройка
- Дом № 1 — офисное здание (2000—2001, архитектор Угис Заберс). До 2014 года здесь располагались подразделения Службы государственных доходов[4]
- Дом № 2/4 (1913, архитектор Артур Мёдлингер) построен в комплексе доходных домов Франка вместе с угловым домом № 45/47 по ул. Элизабетес. Памятник архитектуры местного значения[5]. Среди его жильцов в 1920-1930-е годы были архитекторы Николай Алексеев и Сергей Антонов.
- Дом № 5 (1896—1898, архитектор Флориан фон Вигановский) — бывший доходный дом Войта.
- Дом № 10 (2007–2008, архитектурное бюро ARHIS) — жилое здание с коммерческими помещениями[2].

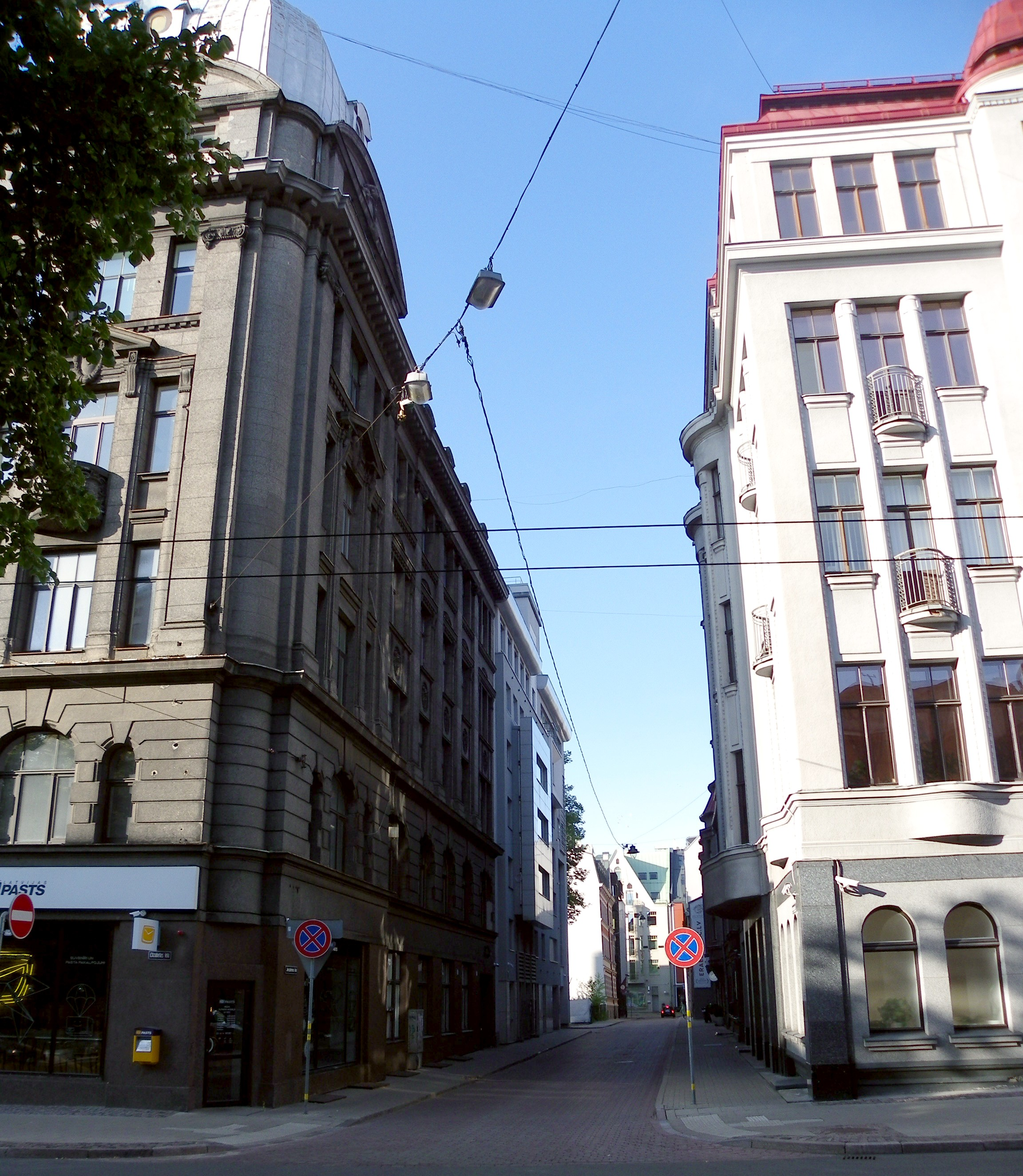
Вид от начала улицы
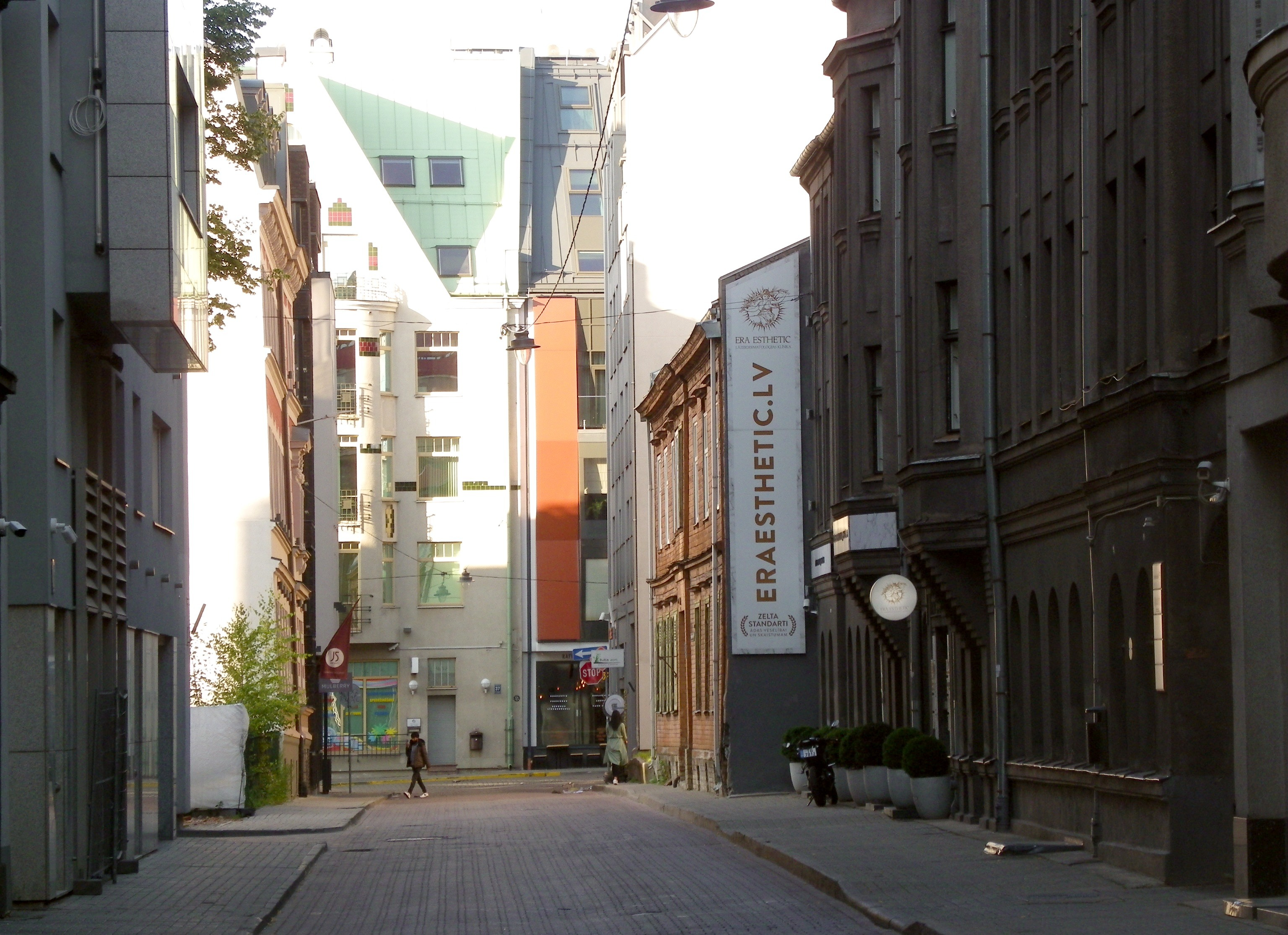
Справа — дом № 2/4
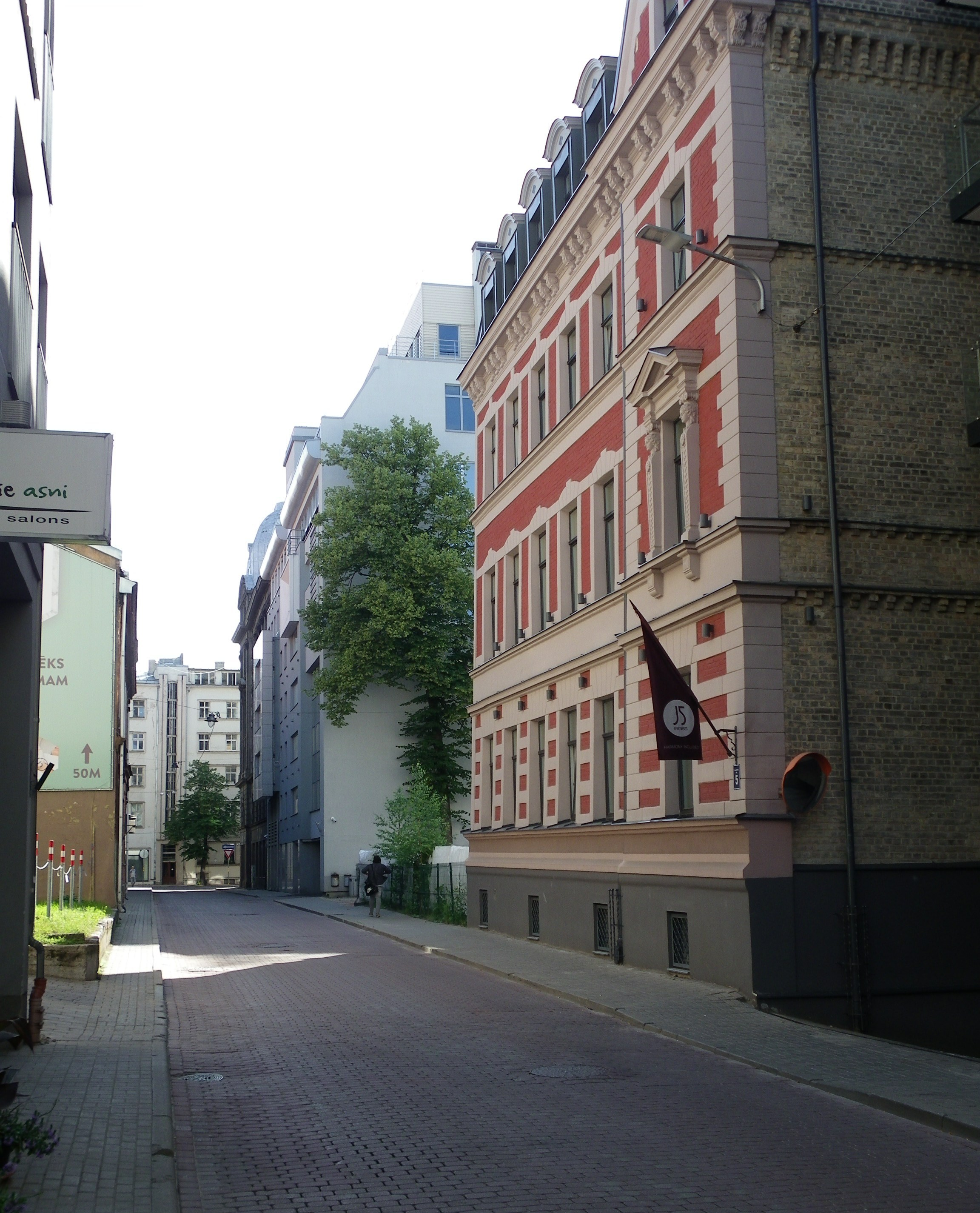
Вид на дом № 5